# 2003-as síkvízi kajak-kenu világbajnokság
A 2003-as síkvízi kajak-kenu világbajnokságot az egyesült államokbeli Gainesvilleben rendezték 2003. szeptember 10-e és szeptember 14-e között. A verseny helyszíne az atlantai olimpia kajak-kenu versenyeinek is otthont adó Lanier-tó volt. A világbajnokság egyben kvalifikációs verseny is volt az athéni olimpiára is. Ez a harmincharmadik kajak-kenu világbajnokság volt.
Az orosz Szergej Ulegin pozitív doppingtesztje miatt a kenu négyes 200 és 500 méteren és a kenu kettes 500 méteren kizárták az orosz egységeket.

## Éremtáblázat
*   Magyarország
| Helyezés | Ország           | Arany | Ezüst | Bronz | Összesen |
| -------- | ---------------- | ----- | ----- | ----- | -------- |
| 1.       | Magyarország     | 10    | 1     | 3     | 14       |
| 2.       | Németország      | 4     | 2     | 5     | 11       |
| 3.       | Lengyelország    | 2     | 3     | 5     | 10       |
| 4.       | Románia          | 2     | 3     | 1     | 6        |
| 5.       | Szlovákia        | 2     | 0     | 0     | 2        |
| 6.       | Kanada           | 1     | 3     | 1     | 5        |
| 7.       | Oroszország      | 1     | 2     | 2     | 5        |
| 8.       | Ausztrália       | 1     | 1     | 2     | 4        |
| 9.       | Ukrajna          | 1     | 1     | 1     | 3        |
| 10.      | Litvánia         | 1     | 0     | 1     | 2        |
| 11.      | Új-Zéland        | 1     | 0     | 0     | 1        |
| 11.      | Svédország       | 1     | 0     | 0     | 1        |
| 13.      | Spanyolország    | 0     | 5     | 2     | 7        |
| 14.      | Csehország       | 0     | 3     | 1     | 4        |
| 15.      | Fehéroroszország | 0     | 1     | 0     | 1        |
| 15.      | Belgium          | 0     | 1     | 0     | 1        |
| 15.      | Bulgária         | 0     | 1     | 0     | 1        |
| 18.      | Kuba             | 0     | 0     | 1     | 1        |
| 18.      | Izrael           | 0     | 0     | 1     | 1        |
| 18.      | Üzbegisztán      | 0     | 0     | 1     | 1        |
| Összesen | Összesen         | 27    | 27    | 27    | 81       |

## Eredmények

### Férfiak

#### Kajak
*   Olimpiai kvótaszerző versenyszám
| Versenyszám | Arany                                                                                    | Arany    | Ezüst                                                                            | Ezüst    | Bronz                                                                                     | Bronz    |
| ----------- | ---------------------------------------------------------------------------------------- | -------- | -------------------------------------------------------------------------------- | -------- | ----------------------------------------------------------------------------------------- | -------- |
| K1 200 m    | Ronald Rauhe · Németország                                                               | 35,798   | Fehérvári Vince · Ausztrália                                                     | 36,411   | Anton Rjahov · Üzbegisztán                                                                | 36,417   |
| K1 500 m    | Nathan Baggaley · Ausztrália                                                             | 1:37,541 | Carlos Pérez · Spanyolország                                                     | 1:37,961 | Lutz Altepost · Németország                                                               | 1:38,077 |
| K1 1000 m   | Ben Fouhy · Új-Zéland                                                                    | 3:28,852 | Adam van Koeverden · Kanada                                                      | 3:29,720 | Nathan Baggaley · Ausztrália                                                              | 3:29,909 |
| K2 200 m    | Alvydas Duonėla · Egidijus Balčiūnas · Litvánia                                          | 32,972   | Marek Twardowski · Adam Wysocki · Lengyelország                                  | 33,154   | Ronald Rauhe · Tim Weiskotter · Németország                                               | 33,385   |
| K2 500 m    | Ronald Rauhe · Tim Weiskotter · Németország                                              | 1:27,974 | Roman Petrusenko · Vadzim Mahnev · Fehéroroszország                              | 1:28,954 | Alvydas Duonėla · Egidijus Balčiūnas · Litvánia                                           | 1:29,205 |
| K2 1000 m   | Markus Oscarsson · Henrik Nilsson · Svédország                                           | 3:14,157 | Bob Maesen · Wouter D'Haene · Belgium                                            | 3:14,690 | Tim Huth · Marco Herszel · Németország                                                    | 3:15,142 |
| K4 200 m    | Olekszij Szlivinszkij · Mihajlo Lucsnyik · Mikola Zajcsenkov · Andrij Borzukov · Ukrajna | 31,136   | Vasile Curuzan · Marian Babin · Alexandru Ceausu · Romică Şerban · Románia       | 31,168   | Manuel Muñoz · Jaime Acuña · Aike González · Oier Aizpurua Spanyolország                  | 31,260   |
| K4 500 m    | Richard Riszdorfer · Michal Riszdorfer · Vlček Erik · Juraj Bača · Szlovákia             | 1:20,409 | Vasile Curuzan · Marian Babin · Alexandru Ceausu · Romică Şerban · Románia       | 1:21,353 | Alekszandr Ivanyik · Anatolij Tiscsenko · Oleg Gorobij · Vlagyimir Grusihin · Oroszország | 1:21,408 |
| K4 1000 m   | Richard Riszdorfer · Michal Riszdorfer · Vlček Erik · Juraj Bača · Szlovákia             | 2:55,291 | Kammerer Zoltán · Vereckei Ákos · Kökény Roland · Veréb Krisztián · Magyarország | 2:56,795 | Andreas Ihle · Mark Zabel · Björn Bach · Stefan Ulm · Németország                         | 2:57,048 |

#### Kenu
*   Olimpiai kvótaszerző versenyszám
| Versenyszám | Arany                                                                              | Arany    | Ezüst                                                                                   | Ezüst    | Bronz                                                                                  | Bronz    |
| ----------- | ---------------------------------------------------------------------------------- | -------- | --------------------------------------------------------------------------------------- | -------- | -------------------------------------------------------------------------------------- | -------- |
| C1 200 m    | Makszim Opalev · Oroszország                                                       | 40,896   | Martin Doktor · Csehország                                                              | 40,929   | Andreas Dittmer · Németország                                                          | 40,962   |
| C1 500 m    | Andreas Dittmer · Németország                                                      | 1:47,277 | Makszim Opalev · Oroszország                                                            | 1:47,488 | Martin Doktor · Csehország                                                             | 1:48,030 |
| C1 1000 m   | Andreas Dittmer · Németország                                                      | 3:52,482 | David Cal · Spanyolország                                                               | 3:53,406 | Makszim Opalev · Oroszország                                                           | 3:55,299 |
| C2 200 m    | Paweł Baraszkiewicz · Daniel Jędraszko · Lengyelország                             | 37,972   | Petr Fuksa · Petr Netušil · Csehország                                                  | 38,012   | Szerhij Klimnyuk · Dmitro Szablin · Ukrajna                                            | 38,230   |
| C2 500 m    | Paweł Baraszkiewicz · Daniel Jędraszko · Lengyelország                             | 1:39,194 | Silviu Simioncencu · Florian Popescu · Románia                                          | 1:40,824 | Ibrahim Rojas · Leobaldo Pereira · Kuba                                                | 1:41,136 |
| C2 1000 m   | Silviu Simioncencu · Florian Popescu · Románia                                     | 3:34,932 | Alekszandr Kovaljov · Alekszandr Kosztoglod · Oroszország                               | 3:35,325 | Kozmann György · Kolonics György · Magyarország                                        | 3:35,428 |
| C4 200 m    | Malomsoki Sándor · Vasali László · Kozmann György · Kolonics György · Magyarország | 34,737   | Petr Fuksa · Petr Netušil · Jan Břečka · Karel Kožíšek · Csehország                     | 35,105   | Silviu Simioncencu · Mitică Pricop · Florin Popescu · Petra Condrat · Románia          | 35,610   |
| C4 500 m    | Silviu Simioncencu · Florin Popescu · Mitică Pricop · Petre Condrat · Románia      | 1:32,022 | Adam Ginter · Łukasz Woszczyński · Marcin Grzybowski · Michał Śliwiński · Lengyelország | 1:32,185 | Hüttner Csaba · Fürdök Gábor · Pulai Imre · Novák Ferenc · Magyarország                | 1:33,506 |
| C4 1000 m   | Hüttner Csaba · Joób Márton · Pulai Imre · Novák Ferenc · Magyarország             | 3:22,090 | Attila Buday · Tamas Buday · Maxim Boilard · Dimitri Joukovski · Kanada                 | 3:22,332 | Andrzej Jezierski · Roman Rykiewicz · Adam Ginter · Wojciech Tyszyński · Lengyelország | 3:22,446 |

### Nők

#### Kajak
*   Olimpiai kvótaszerző versenyszám
| Versenyszám | Arany                                                                               | Arany    | Ezüst                                                                                          | Ezüst    | Bronz                                                                                           | Bronz    |
| ----------- | ----------------------------------------------------------------------------------- | -------- | ---------------------------------------------------------------------------------------------- | -------- | ----------------------------------------------------------------------------------------------- | -------- |
| K1 200 m    | Caroline Brunet · Kanada                                                            | 41,344   | Teresa Portela · Spanyolország                                                                 | 41,600   | Paksy Tímea · Magyarország                                                                      | 42,298   |
| K1 500 m    | Kovács Katalin · Magyarország                                                       | 1:48,996 | Caroline Brunet · Kanada                                                                       | 1:49,778 | Aneta Pastuszka · Lengyelország                                                                 | 1:49,785 |
| K1 1000 m   | Kovács Katalin · Magyarország                                                       | 4:00,955 | Katrin Wagner · Németország                                                                    | 4:02,122 | Lior Karmi · Izrael                                                                             | 4:03,104 |
| K2 200 m    | Paksy Tímea · Patyi Melinda · Magyarország                                          | 38,292   | Maria Teresa Portela · Beatriz Manchón · Spanyolország                                         | 38,521   | Aneta Pastuszka · Beata Sokołowska-Kulesza · Lengyelország                                      | 38,528   |
| K2 500 m    | Szabó Szilvia · Bóta Kinga · Magyarország                                           | 1:39,984 | Bonka Pindzseva · Deljana Dacseva · Bulgária                                                   | 1:40,937 | Beata Sokołowska-Kulesza · Joanna Skowroń · Lengyelország                                       | 1:41,577 |
| K2 1000 m   | Paksy Tímea · Benedek Dalma · Magyarország                                          | 3:41,540 | Nadine Opgen-Rhein · Manuela Mucke · Németország                                               | 3:41,636 | Caroline Brunet · Mylanie Barre · Kanada                                                        | 3:42,752 |
| K4 200 m    | Kovács Katalin · Szabó Szilvia · Viski Erzsébet · Bóta Kinga · Magyarország         | 35,665   | María Isabel García · Beatriz Manchón · Jana Smidakova · Maria Teresa Portela · Spanyolország  | 35,939   | Karolina Sadalska · Aneta Pastuszka · Beata Sokołowska-Kulesza · Joanna Skowroń · Lengyelország | 36,118   |
| K4 500 m    | Kovács Katalin · Szabó Szilvia · Viski Erzsébet · Bóta Kinga · Magyarország         | 1:31,632 | Karolina Sadalska · Małgorzata Czajczyńska · Aneta Białkowska · Joanna Skowroń · Lengyelország | 1:33,573 | María Isabel García · Beatriz Manchón · Jana Smidakova · Maria Teresa Portela · Spanyolország   | 1:33,742 |
| K4 1000 m   | Rasztótsky Eszter · Dékány Kinga · Fazekas Krisztina · Janics Natasa · Magyarország | 3:13,296 | Olena Cserevatova · Tetyana Szemikina · Marija Ralcseva · Inna Oszipenko · Ukrajna             | 3:16,389 | Paula Harvey · Chantal Meek · Amanda Rankin · Katrin Kieseler · Ausztrália                      | 3:16,870 |

## A magyar csapat
A magyar világbajnoki csapatba a 2003. júliusi, szolnoki válogatón és az augusztusi, szegedi ob-n elért eredmények alapján lehetett bekerülni. Női 200 méter egyesben, 1000 méter párosban és férfi kenu 1000 méter egyesben harmadik verseny döntött az indulók személyéről. A csapatba hét vb újonc került be (Babella Balázs, Benedek Dalma, Benkő Zoltán, Joób Márton, Kadler Viktor, Molnár Péter, Patyi Melinda). A magyar csapat az aranyérmek tekintetében az addigi legjobb vb szereplését nyújtotta és 16 olimpiai indulási jogot szerzett.
A 2003-as magyar vb keret tagjai:
| férfiak kajak | férfiak kajak                                               | férfiak kajak |
| ------------- | ----------------------------------------------------------- | ------------- |
| K1 200 m      | Babella Balázs                                              | 14.           |
| K2 200 m      | Kadler Viktor Beé István                                    | 8.            |
| K4 200 m      | Kadler Viktor Beé István Babella Balázs Molnár Péter        | 5.            |
| K1 500 m      | Vereckei Ákos                                               | 7.            |
| K2 500 m      | Kammerer Zoltán Veréb Krisztián                             | 7.            |
| K4 500 m      | Gyökös Lajos Beé István Kökény Roland Horváth Gábor         | 4.            |
| K1 1000 m     | Benkő Zoltán                                                | 12.           |
| K2 1000 m     | Bártfai Krisztián Bauer Márton                              | 9.            |
| K4 1000 m     | Kammerer Zoltán Vereckei Ákos Kökény Roland Veréb Krisztián | Ezüstérem     |

| férfi kenu | férfi kenu                                                    | férfi kenu |
| ---------- | ------------------------------------------------------------- | ---------- |
| C1 200 m   | Malomsoki Sándor                                              | 18.        |
| C2 200 m   | Malomsoki Sándor Vasali László                                | 7.         |
| C4 200 m   | Malomsoki Sándor Vasali László Kozmann György Kolonics György | Aranyérem  |
| C1 500 m   | Kolonics György                                               | 9.         |
| C2 500 m   | Kozmann György Kolonics György                                | 5.         |
| C4 500 m   | Hüttner Csaba Fürdök Gábor Pulai Imre Novák Ferenc            | Bronzérem  |
| C1 1000 m  | Fürdök Gábor                                                  | 9.         |
| C2 1000 m  | Kozmann György Kolonics György                                | Bronzérem  |
| C4 1000 m  | Hüttner Csaba Joób Márton Pulai Imre Novák Ferenc             | Aranyérem  |

| nők kajak | nők kajak                                                      | nők kajak |
| --------- | -------------------------------------------------------------- | --------- |
| K1 200 m  | Paksy Tímea                                                    | Bronzérem |
| K2 200 m  | Paksy Tímea Patyi Melinda                                      | Aranyérem |
| K4 200 m  | Kovács Katalin Szabó Szilvia Viski Erzsébet Bóta Kinga         | Aranyérem |
| K1 500 m  | Kovács Katalin                                                 | Aranyérem |
| K2 500 m  | Szabó Szilvia Bóta Kinga                                       | Aranyérem |
| K4 500 m  | Kovács Katalin Szabó Szilvia Viski Erzsébet Bóta Kinga         | Aranyérem |
| K1 1000 m | Kovács Katalin                                                 | Aranyérem |
| K2 1000 m | Paksy Tímea Benedek Dalma                                      | Aranyérem |
| K4 1000 m | Dékány Kinga Fazekas Krisztina Rasztótzky Eszter Janics Natasa | Aranyérem |

szövetségi kapitány: Angyal Zoltán